# 久慈市
久慈市（くじし）は、岩手県北東部に位置する市。北上山地を背に太平洋に面する。市の中心部は久慈湾の奥部にある。

## 概要

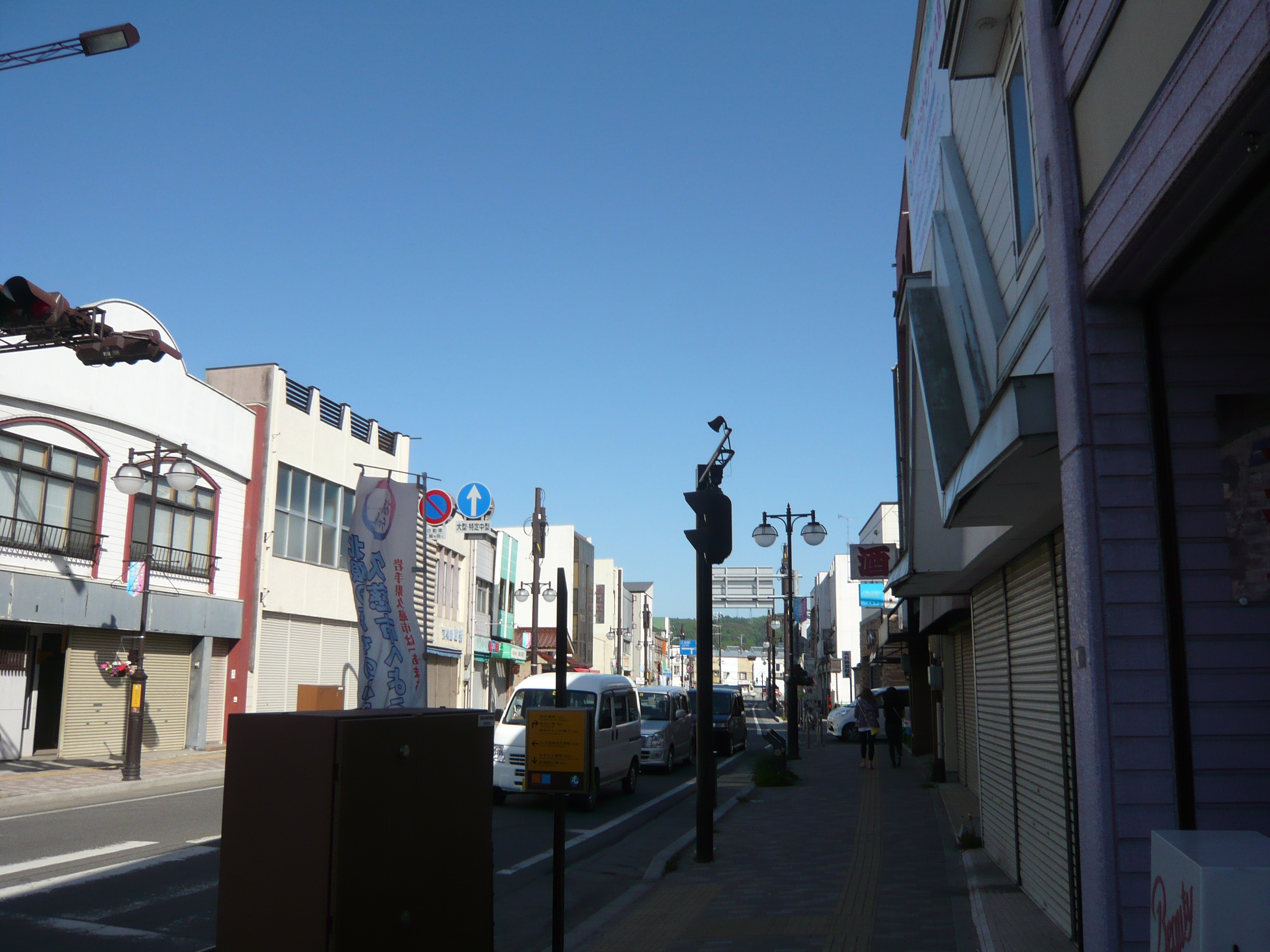
久慈市中心部（2013年5月31日）

三陸復興国立公園の北部に位置し、国内最北端の海で漁をする「北限の海女」の町。また、世界有数かつ国内最大の琥珀の採掘産地でもあり、鉱山と加工場と博物館を備える。
167万キロリットルを貯蔵する日本地下石油備蓄株式会社久慈事業所（久慈国家石油備蓄基地）には日本初の地下水族科学館「もぐらんぴあ」と石油文化ホールを併設する。もぐらんぴあは2011年（平成23年）の東日本大震災で全壊したが、タレントで魚類学者のさかなクンや全国の水族館からの支援を受け、市内駅前で「もぐらんぴあ まちなか水族館」として復活した。
文化面にも力を入れており、1999年（平成11年）2月には黒川紀章の設計で音響重視型の多目的ホールと創造型小劇場を持つ久慈市の芸術文化の総合拠点施設「アンバーホール」が開館（館長・アリオン音楽財団理事長 江戸京子）、指揮者の小澤征爾など著名人が公演している。
柔道の神様といわれた三船久蔵柔道十段の生誕の地であり、柔道が盛んである。久慈市は「柔道のまち」をキャッチフレーズに、岩手国体柔道競技の開催、久慈市立三船記念館（昭和33年開館・その後移転）を開設し、かつては久慈市が、三船十段杯国際柔道大会を開催したほか、東北地区レベルの柔道大会や強化合宿の招致を積極的に行っている。特に毎年9月に行われる三船十段杯争奪柔道大会は50年以上の歴史を持ち、東北地区から優秀な選手が久慈に集まってくる。また三船記念館柔道スポーツ少年団は東北でもトップレベルで全国的にも上位に進出している。
野球も盛んであり、各年代に渡ってアマチュア野球のレベルは高い。久慈市の社会人の野球チームと地元のスポーツ少年団の野球チームが共にレベルが高い。久慈市に本社を置く宮城建設が1970年代から2003年（平成15年）まで社会人チームを持ち都市対抗野球などで活躍、元近鉄バファローズの栗田雄介などが所属した。高校野球は1979年（昭和54年）の夏に久慈高校が甲子園に出場、1993年（平成5年）の夏には久慈商業高校が甲子園に出場して、川上憲伸を擁する徳島商業高校と死闘を演じた。近年は有力選手の市外流出が激しく、市内高校野球部はあまり振るわない。2012年には久慈中学校野球部が東北中学校野球大会で優勝し第34回全国中学軟式野球大会に出場した。久慈市営プールではミュンヘンオリンピックに出場する選手が強化合宿を行った。
平成25年度前期（2013年4月 - 9月放送）のNHK連続テレビ小説『あまちゃん』において、ドラマの舞台の1つである架空の市「北三陸市」の場面のロケが市内各所でおこなわれたことにより、放送開始以後観光客が増加、また関連イベントも開催された。2016年（平成28年）8月30日、台風10号により久慈川が氾濫し、中心市街地にあるドラマ関連の観光施設が大きな被害を受け、観光の拠点である「あまちゃんハウス」は展示品の多くを廃棄したものの、翌2017年（平成29年）4月9日より営業を本格的に再開した。
2006年（平成18年）12月末には長内川で日本への飛来が非常に珍しいナキハクチョウが羽を休め、全国各地から愛鳥家が観察に訪れた。

## 地名の由来
アイヌ語の「クシュ」もしくは「クジ」を語源として湾曲した砂丘を指すとする説がある。同様に茨城県の久慈や川崎市の久地も河川の蛇行域の砂地をアイヌ人がクジと呼んでいたことを語源と見る説もある。なお茨城県の久慈は久自国造に見えるように、古墳時代から存在する地名である。
これとは別に、言語学者でアレン国際短期大学でも教鞭を執った日置孝次郎（元岩手大学教授）は、久慈の語源はクジラであると主張していた。

## 地理

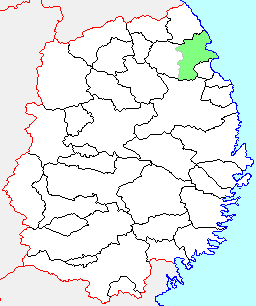
旧・久慈市、県内位置図

- 山：遠島山、天神森、深田金山、黒森、小倉山、女和佐羅比山、男和佐羅比山、平庭岳、遠別岳、明神岳、マネドコ山、寒長根山、伊茂屋山、高畑山、宇部ヶ森、多々良山
- 川：久慈川、長内川（久慈川支流）、夏井川、宇部川、高家川、田沢川、鳥谷川、馬渡川、岩井川、戸呂町川、日野沢川、沢山川、遠別川、川又川、瀬月内川、小国沢川
- 沼：新井田沼
- ダム：滝ダム（海が見えるダム、観光遊覧船あり）、県営瀬月内ダム、遠別ダム

久慈市中心部周辺の空中写真。2013年11月9日撮影の36枚を合成作成。
。

## 気候
寒暖の差が大きく気温の年較差、日較差が大きい顕著な大陸性気候である。降雪量が多く、周辺の自治体と同様に豪雪地帯に指定されている。
梅雨から夏にかけて吹く北東風「やませ」の影響を強く受ける地域であり、8月の日平均気温は21.9℃と本州の都市としては非常に冷涼である。太平洋に面しているため、冬は岩手県内の中では雪が少なく、日照時間が比較的長い。ケッペンの気候区分では西岸海洋性気候に属する。
旧久慈市
- 最高気温極値 (1976/11 - ) 36.4℃（2023年8月3日）
- 最低気温極値 (1976/11 - ) -17.7℃（1978年2月15日）

旧山形村地区
- 最高気温極値 (1977/10 - ) 36.4℃（2018年8月23日）
- 最低気温極値 (1977/10 - ) -21.7℃（1978年2月17日）

| 久慈（旧久慈市）(1991年-2020年)の気候 | 久慈（旧久慈市）(1991年-2020年)の気候 | 久慈（旧久慈市）(1991年-2020年)の気候 | 久慈（旧久慈市）(1991年-2020年)の気候 | 久慈（旧久慈市）(1991年-2020年)の気候 | 久慈（旧久慈市）(1991年-2020年)の気候 | 久慈（旧久慈市）(1991年-2020年)の気候 | 久慈（旧久慈市）(1991年-2020年)の気候 | 久慈（旧久慈市）(1991年-2020年)の気候 | 久慈（旧久慈市）(1991年-2020年)の気候 | 久慈（旧久慈市）(1991年-2020年)の気候 | 久慈（旧久慈市）(1991年-2020年)の気候 | 久慈（旧久慈市）(1991年-2020年)の気候 | 久慈（旧久慈市）(1991年-2020年)の気候 |
| 月                                    | 1月                                   | 2月                                   | 3月                                   | 4月                                   | 5月                                   | 6月                                   | 7月                                   | 8月                                   | 9月                                   | 10月                                  | 11月                                  | 12月                                  | 年                                    |
| ------------------------------------- | ------------------------------------- | ------------------------------------- | ------------------------------------- | ------------------------------------- | ------------------------------------- | ------------------------------------- | ------------------------------------- | ------------------------------------- | ------------------------------------- | ------------------------------------- | ------------------------------------- | ------------------------------------- | ------------------------------------- |
| 最高気温記録 °C （°F）                | 16.2 (61.2)                           | 22.0 (71.6)                           | 23.3 (73.9)                           | 32.1 (89.8)                           | 33.0 (91.4)                           | 33.9 (93)                             | 35.4 (95.7)                           | 36.4 (97.5)                           | 34.8 (94.6)                           | 29.3 (84.7)                           | 26.0 (78.8)                           | 21.5 (70.7)                           | 36.4 (97.5)                           |
| 平均最高気温 °C （°F）                | 3.8 (38.8)                            | 4.4 (39.9)                            | 8.2 (46.8)                            | 13.8 (56.8)                           | 18.4 (65.1)                           | 20.5 (68.9)                           | 24.1 (75.4)                           | 26.1 (79)                             | 23.6 (74.5)                           | 18.5 (65.3)                           | 12.8 (55)                             | 6.4 (43.5)                            | 15.0 (59)                             |
| 日平均気温 °C （°F）                  | −0.5 (31.1)                           | −0.2 (31.6)                           | 3.0 (37.4)                            | 8.1 (46.6)                            | 12.8 (55)                             | 16.1 (61)                             | 20.1 (68.2)                           | 21.9 (71.4)                           | 18.8 (65.8)                           | 12.8 (55)                             | 6.8 (44.2)                            | 1.7 (35.1)                            | 10.1 (50.2)                           |
| 平均最低気温 °C （°F）                | −4.7 (23.5)                           | −4.9 (23.2)                           | −2.0 (28.4)                           | 2.4 (36.3)                            | 7.7 (45.9)                            | 12.3 (54.1)                           | 16.9 (62.4)                           | 18.5 (65.3)                           | 14.5 (58.1)                           | 7.4 (45.3)                            | 1.4 (34.5)                            | −2.7 (27.1)                           | 5.5 (41.9)                            |
| 最低気温記録 °C （°F）                | −16.5 (2.3)                           | −17.7 (0.1)                           | −13.3 (8.1)                           | −7.1 (19.2)                           | −2.3 (27.9)                           | 1.1 (34)                              | 7.0 (44.6)                            | 7.4 (45.3)                            | 3.9 (39)                              | −2.6 (27.3)                           | −7.0 (19.4)                           | −12.3 (9.9)                           | −17.7 (0.1)                           |
| 降水量 mm （inch）                    | 50.9 (2.004)                          | 49.7 (1.957)                          | 68.9 (2.713)                          | 70.9 (2.791)                          | 89.6 (3.528)                          | 121.4 (4.78)                          | 161.9 (6.374)                         | 177.9 (7.004)                         | 183.7 (7.232)                         | 135.1 (5.319)                         | 54.9 (2.161)                          | 53.9 (2.122)                          | 1,207.9 (47.555)                      |
| 降雪量 cm （inch）                    | 50 (19.7)                             | 61 (24)                               | 35 (13.8)                             | 2 (0.8)                               | 0 (0)                                 | 0 (0)                                 | 0 (0)                                 | 0 (0)                                 | 0 (0)                                 | 0 (0)                                 | 0 (0)                                 | 22 (8.7)                              | 169 (66.5)                            |
| 平均降水日数 （≥1.0 mm）              | 5.3                                   | 5.9                                   | 7.4                                   | 8.2                                   | 9.7                                   | 9.9                                   | 13.3                                  | 12.5                                  | 11.4                                  | 8.4                                   | 6.6                                   | 5.4                                   | 103.9                                 |
| 平均月間日照時間                      | 163.2                                 | 151.4                                 | 185.0                                 | 190.3                                 | 195.4                                 | 159.9                                 | 137.4                                 | 149.8                                 | 141.9                                 | 154.0                                 | 150.0                                 | 151.0                                 | 1,936.9                               |
| 出典：気象庁                          |                                       |                                       |                                       |                                       |                                       |                                       |                                       |                                       |                                       |                                       |                                       |                                       |                                       |

| 山形（旧山形村）(1991年-2020年)の気候 | 山形（旧山形村）(1991年-2020年)の気候 | 山形（旧山形村）(1991年-2020年)の気候 | 山形（旧山形村）(1991年-2020年)の気候 | 山形（旧山形村）(1991年-2020年)の気候 | 山形（旧山形村）(1991年-2020年)の気候 | 山形（旧山形村）(1991年-2020年)の気候 | 山形（旧山形村）(1991年-2020年)の気候 | 山形（旧山形村）(1991年-2020年)の気候 | 山形（旧山形村）(1991年-2020年)の気候 | 山形（旧山形村）(1991年-2020年)の気候 | 山形（旧山形村）(1991年-2020年)の気候 | 山形（旧山形村）(1991年-2020年)の気候 | 山形（旧山形村）(1991年-2020年)の気候 |
| 月                                    | 1月                                   | 2月                                   | 3月                                   | 4月                                   | 5月                                   | 6月                                   | 7月                                   | 8月                                   | 9月                                   | 10月                                  | 11月                                  | 12月                                  | 年                                    |
| ------------------------------------- | ------------------------------------- | ------------------------------------- | ------------------------------------- | ------------------------------------- | ------------------------------------- | ------------------------------------- | ------------------------------------- | ------------------------------------- | ------------------------------------- | ------------------------------------- | ------------------------------------- | ------------------------------------- | ------------------------------------- |
| 最高気温記録 °C （°F）                | 13.3 (55.9)                           | 17.3 (63.1)                           | 22.1 (71.8)                           | 28.9 (84)                             | 34.1 (93.4)                           | 33.7 (92.7)                           | 35.6 (96.1)                           | 36.4 (97.5)                           | 33.9 (93)                             | 28.7 (83.7)                           | 24.4 (75.9)                           | 20.4 (68.7)                           | 36.4 (97.5)                           |
| 平均最高気温 °C （°F）                | 1.2 (34.2)                            | 2.1 (35.8)                            | 6.3 (43.3)                            | 13.3 (55.9)                           | 19.2 (66.6)                           | 21.9 (71.4)                           | 25.3 (77.5)                           | 26.4 (79.5)                           | 22.7 (72.9)                           | 17.1 (62.8)                           | 10.8 (51.4)                           | 4.0 (39.2)                            | 14.2 (57.6)                           |
| 日平均気温 °C （°F）                  | −2.7 (27.1)                           | −2.2 (28)                             | 1.3 (34.3)                            | 7.3 (45.1)                            | 12.9 (55.2)                           | 16.4 (61.5)                           | 20.3 (68.5)                           | 21.3 (70.3)                           | 17.3 (63.1)                           | 10.9 (51.6)                           | 5.2 (41.4)                            | −0.2 (31.6)                           | 9.0 (48.2)                            |
| 平均最低気温 °C （°F）                | −7.2 (19)                             | −7.0 (19.4)                           | −3.9 (25)                             | 1.1 (34)                              | 6.4 (43.5)                            | 11.1 (52)                             | 16.2 (61.2)                           | 17.1 (62.8)                           | 12.6 (54.7)                           | 5.3 (41.5)                            | −0.2 (31.6)                           | −4.5 (23.9)                           | 3.9 (39)                              |
| 最低気温記録 °C （°F）                | −17.8 (0)                             | −21.7 (−7.1)                          | −18.1 (−0.6)                          | −11.6 (11.1)                          | −3.7 (25.3)                           | −1.0 (30.2)                           | 4.9 (40.8)                            | 4.4 (39.9)                            | 0.8 (33.4)                            | −4.9 (23.2)                           | −10.0 (14)                            | −15.0 (5)                             | −21.7 (−7.1)                          |
| 降水量 mm （inch）                    | 52.5 (2.067)                          | 47.5 (1.87)                           | 66.2 (2.606)                          | 64.5 (2.539)                          | 79.1 (3.114)                          | 92.0 (3.622)                          | 164.5 (6.476)                         | 172.0 (6.772)                         | 160.9 (6.335)                         | 125.0 (4.921)                         | 58.7 (2.311)                          | 62.2 (2.449)                          | 1,133 (44.606)                        |
| 平均降水日数 （≥1.0 mm）              | 10.7                                  | 10.6                                  | 11.8                                  | 10.5                                  | 10.8                                  | 10.7                                  | 14.2                                  | 12.9                                  | 12.3                                  | 11.0                                  | 10.4                                  | 11.1                                  | 137.1                                 |
| 平均月間日照時間                      | 111.9                                 | 121.3                                 | 167.7                                 | 191.1                                 | 207.1                                 | 171.8                                 | 138.2                                 | 157.6                                 | 140.1                                 | 153.8                                 | 131.4                                 | 109.9                                 | 1,801.9                               |
| 出典：気象庁                          |                                       |                                       |                                       |                                       |                                       |                                       |                                       |                                       |                                       |                                       |                                       |                                       |                                       |

## 歴史
縄文時代から平安時代の平沢Ⅰ遺跡、中長内遺跡から多くの琥珀が出土し、竪穴建物内からは玉の未成品や破片などが発見され、琥珀玉工房を含む集落であることが明らかになった。また奈良県の平城京跡、藤原京跡などから久慈産の琥珀が出土していることから、久慈地方との交易があったことが推測されている。
かつて奥六郡の北には郡は置かれなかったが、延久蝦夷合戦の結果、現在の久慈市域を含めて糠部郡が建郡された。文治5年（1189年）藤原泰衡が滅びると奥州は源頼朝の支配下に入り、関東御家人への恩給が行われたが、糠部郡に関する記録はなく、寛元4年（1246年）北条時頼が「陸奥国糠部五戸」の地頭代職に左衛門尉平盛時を補任したことが初めてである。
元弘4年（建武元年、1334年）陸奧国府の北畠顕家は南部師行に対して信濃前司入道（二階堂行珍）の代官を久慈郡に入部させよと命じており、平泉藤原氏の時期から、現在の久慈市域（九戸郡の一部）とほぼ一致する郡域が古代閉伊郡から分離独立したものとみられる。鎌倉末期には糠部、岩手、久慈、津軽四郡など北条氏所領群の一角をなしていたと推定される。
室町期から戦国期は久慈氏の統治下にあった。諸説あるが、南部氏の勢力拡大により、久慈則信（金沢家光）が仙北金沢城（現秋田県横手市）に入部していたが、一揆により自害した。子の元信は久慈に逃れ、その子の久慈光信（大浦光信）が、安東氏の抑えとして久慈から配下の武将を率いて種里（現青森県鰺ヶ沢町）の地に入部した。光信は種里城を居城として、津軽平野に進出して大浦城（現弘前市大字五代）を築城した。のちに大浦為信も久慈氏から大浦氏の養子となりのちに弘前藩祖となった。
戦国末期の当主、久慈備前守直治は九戸信仲の三男中務政則を娘婿とした。天正19年（1591年）9月、九戸政実の乱において、豊臣秀次率いる上方軍に対して、九戸政実の陣営に加わり、九戸城籠城により奮戦したが、和議謀略により敗北、主だった首謀者達とともに栗原郡三迫岩ヶ崎（現 宮城県栗原市）に送られ、処刑され久慈氏の本宗は断絶した。現在は戦国期平山城の久慈城跡が残る。
寛永11年（1634年）盛岡藩領の糠部郡は、北郡、二戸郡、三戸郡、九戸郡に分割された。
寛文4年（1664年）に盛岡藩から八戸藩が分立され、久慈市域は八戸藩領となった。久慈地方には大量の砂鉄があり中国地方と並ぶ二大鉄産地として藩の財政を支えた。
天保4年（1833年）に起きた天保の大飢饉に際して、八戸藩は領民救済をせず、領民の一日の食料を精白しない稗三合と定め、それ以外の穀物は市場の実勢を無視し強制的にすべて藩札で安く買い上げることを布告した。天保5年（1834年）12月に入って是川村を皮切りに、久慈通・軽米通に一揆が広がり、集結した2,000人の一揆勢が久慈街道を法螺貝の音轟かせながら八戸城下鍛治町および周辺村々に結集した（稗三合一揆）。最終的には8,000人規模になっていた。一揆の訴願書には70以上の願書を出して、野村軍記の引き渡しと稗三合一件の撤回を要求した。野村軍記は起こった総百姓一揆の責任を負わされて入牢して八戸で獄死した。
大正時代に入り松方正義の五男である松方五郎の常磐商会が、日本最初の大規模な砂鉄処理工場を現在の久慈市川崎町に建設したが、操業間もなくチタンの分離に失敗して放棄した。その後、1939年に神戸川崎財閥（松方コンツェルン）の川崎重工業が久慈製鉄所を開設、のちに川崎製鉄初代社長となる西山彌太郎が所長となり、1941年にロータリーキルンによる粒鉄製造を開始した。1950年製鉄部門が独立して川崎製鉄（現・JFEスチール）となった。この年三笠宮が久慈工場（1945年に改称）を視察した。高度経済成長期に銑鋼一貫体制の千葉製鉄所に集約されたことから、1967年に久慈工場は廃止となり、現在は跡地に久慈市役所が立地し、町名で「川崎町」として残るのみである。
東日本大震災以前、1896年明治三陸津波、1933年昭和三陸津波、1960年チリ地震津波など過去にも津波が襲来した。明治三陸津波は侍浜村で最大波高26メートルとされ、旧侍浜村100人、旧久慈町400人、旧長内村125人、旧宇部村169人の死者が出ている。それらの経験から海岸部は高台集落が多い。
また、津波だけではなく、火災も多く
1918年（大正7年）に約500戸、1923年（大正12年）に約100戸、1926年（大正15年）1月に住家224戸、終戦直前の1945年（昭和20年）4月には950戸が焼失する大火が起きている。この1945年の大火ではその2年前に完成した岩手県立久慈高等女学校（現在の久慈高校）校舎も焼け落ちた。また1983年（昭和58年）4月には市内南部の山林から発生した火災が拡大、海沿いの61世帯が焼け出された（久慈4.27大火）。この火災では迅速な避難伝達により死者は出なかった。

### 年表
- 明治22年（1889年）4月1日 - 町村制施行にともない、下大川目村・長久寺村・門前村と長内村の一部（第1地割・第5地割）が合併して南九戸郡久慈町が発足。
- 明治30年（1897年）4月1日 - 郡の統合により南九戸郡と北九戸郡が合併して九戸郡が復活[7]。九戸郡久慈町となる。
- 昭和29年（1954年）
  - 11月3日 - 長内町・宇部村・大川目村・侍浜村・夏井村・山根村と合併し、（旧）久慈市が発足。
  - 12月6日 - 「久慈市民歌」（作詞：滝田常晴、作曲：坂本良隆）を制定。
- 平成18年（2006年）3月6日 - （旧）久慈市、山形村と合併し、新制の久慈市が発足。

### 東日本大震災
2011年3月11日に発生した東北地方太平洋沖地震では久慈市内の震度は5弱だったが、この地震より波高8.6メートル、遡上高27.0メートル、河川遡上4キロメートルを記録した巨大津波に海岸部、平地部が襲われ、死者4名（うち1名は市外）、行方不明者2名が出た。建築物の被災状況は、全壊355棟、大規模半壊89棟、半壊410棟であり、小袖海岸にあった前年8月に完成した『小袖海女センター』が全壊、日本地下石油備蓄久慈事業所（久慈国家石油備蓄基地）や併設する久慈地下水族科学館「もぐらんぴあ」など海岸工業地帯の施設及び工場が全半壊した。

## 行政
※右記は合併前の旧・久慈市のデータ。
- 市長：遠藤譲一（2014年3月26日就任、3期目[9]）

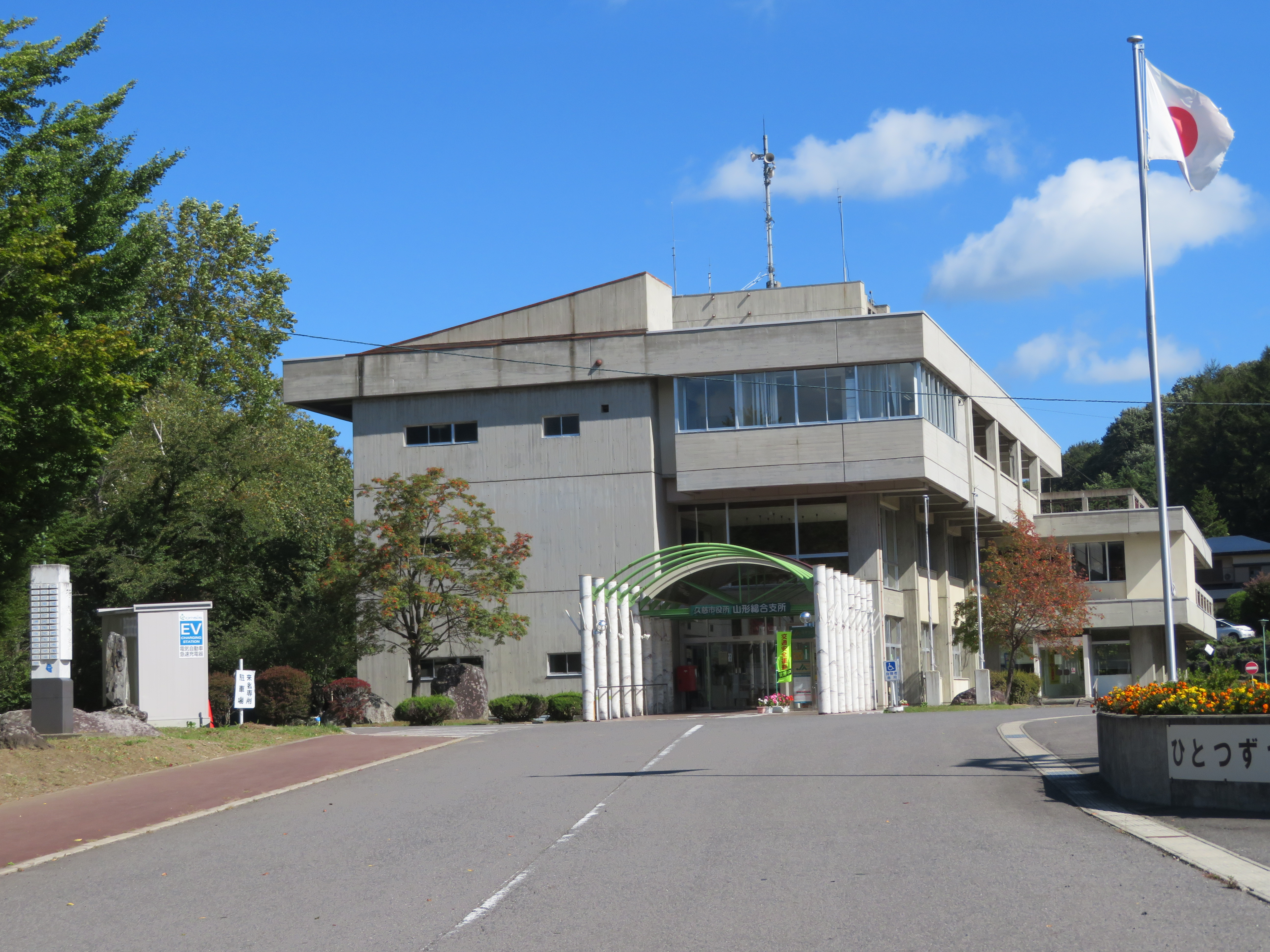
山形総合支所（旧山形村役場）

歴代市長（平成の大合併以前）
| 代 | 氏名     | 就任   | 退任   | 備考 |
| -- | -------- | ------ | ------ | ---- |
| 1  | 山内堯文 | 1954年 | 1978年 | 6期  |
| 2  | 久慈義巳 | 1978年 | 1979年 | 1期  |
| 3  | 久慈義昭 | 1979年 | 2003年 | 6期  |
| 4  | 山内隆文 | 2003年 | 2006年 | 1期  |

歴代市長（平成の大合併以後）
| 代 | 氏名     | 就任   | 退任   | 備考 |
| -- | -------- | ------ | ------ | ---- |
| 1  | 山内隆文 | 2006年 | 2014年 | 2期  |
| 2  | 遠藤譲一 | 2014年 |        |      |

市庁舎
- 山形総合支所（旧山形村役場）

### 市議会
- 議長：濱欠 明宏（はまかけ あきひろ）
- 副議長：下川原 光昭（しもかわら みつあき）
- 議員：定数は20[10][11]。
  - 川村 妙子、岩城 凌、佐々木 貴、河野 聡平、橋上 洋子、小林 光彦、山内 七恵、小倉 利之、清水 崇文、山田 光、城内 仲悦、八重櫻 友夫、小柳 正人、畑中 勇吉、佐々木 栄幸、大沢 俊光、中平 浩志
  - 欠員：1名

## 産業
主な産業
- 農業（ほうれんそう）
- 漁業（さけ・ます・うに）
- コハク - 日本国内最大の鉱床。久慈市の調査によると埋蔵量は推定5万トン。鉱山と加工場と博物館を備える。良質な虫入り琥珀を多産し学術的に貴重。例：クジコハクトガマムシ（久慈琥珀利鎌虫。新発見種）。

主な企業
- 久慈琥珀（誘致企業）
- 北日本造船（誘致企業）
- 岩手村田製作所（誘致企業）
- 株式会社ミツボシ（武道用品製造、誘致企業）
- 佐幸本店（地サイダー製造・販売）
- 小久慈焼企業組合
- 福来（地酒製造・販売）

### 金融機関

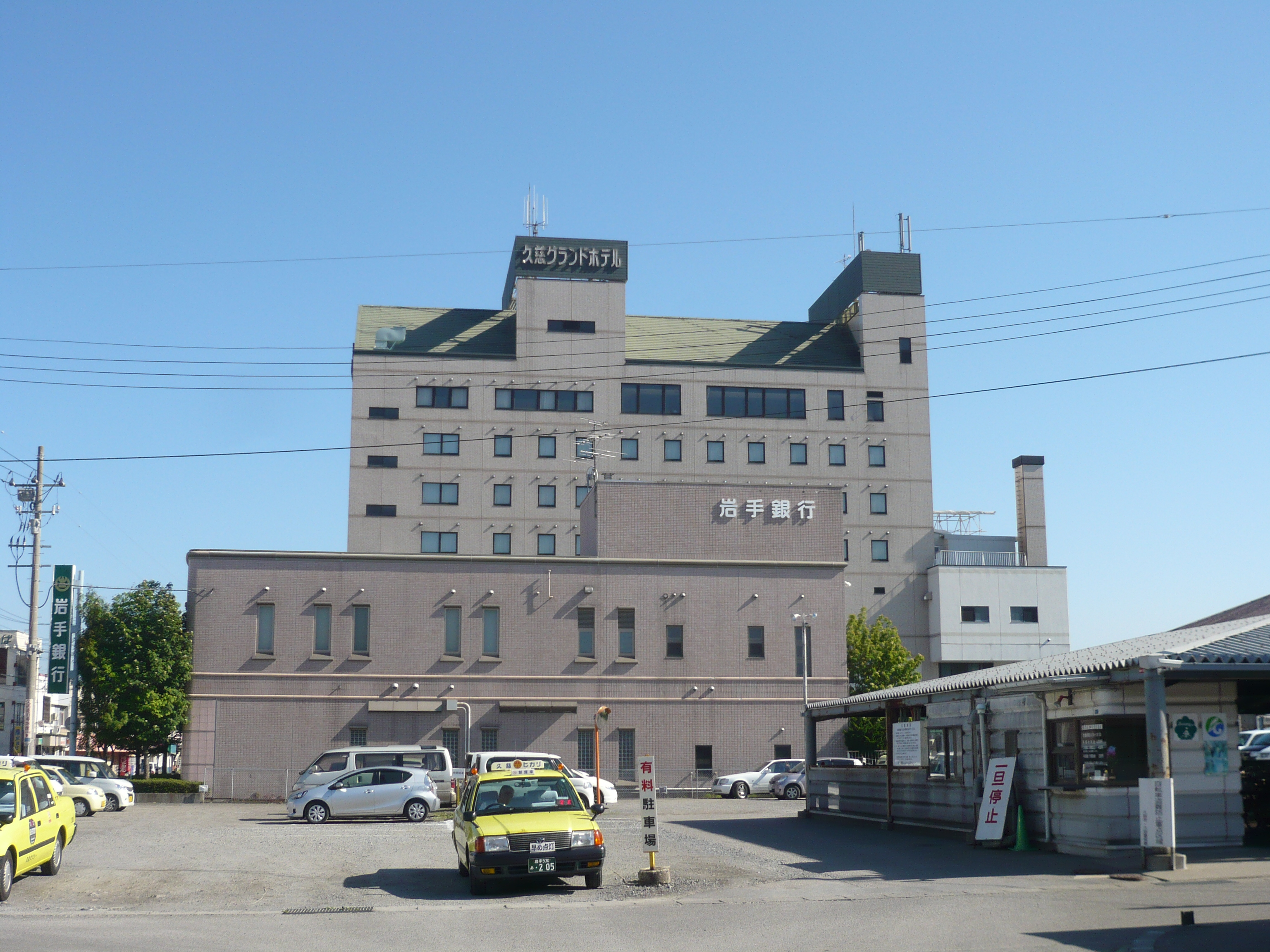
久慈グランドホテルと岩手銀行久慈中央支店（2013年5月31日）

- 岩手銀行久慈支店（2019年7月久慈中央支店内に移転）、久慈中央支店
- 東北銀行久慈支店
- 北日本銀行久慈支店
- 青森みちのく銀行久慈支店
- 盛岡信用金庫久慈支店
- 東北労働金庫久慈支店
- JAバンク
- JFマリンバンク
- ゆうちょ銀行

### マスメディア
- 岩手日報社久慈支局
- デーリー東北新聞社久慈支局
- エフエム岩手久慈支局
- 陸中魁新聞
- 月刊ダ・なす
- 久慈広告ニュース

このほかにも全国紙・地元テレビ局の通信員がいる。

## 姉妹都市・提携都市

### 海外
- フランクリン市（英語版）（アメリカ合衆国インディアナ州）
  - 旧・久慈市が1960年（昭和35年）姉妹都市提携
- クライペダ市（リトアニア共和国クライペダ州）
  - 旧・久慈市が1989年（平成元年）姉妹都市提携

## 地域

### 人口
| |                                        |  |
| 久慈市と全国の年齢別人口分布（2005年） | 久慈市の年齢・男女別人口分布（2005年） |  |
| ■紫色 ― 久慈市 ■緑色 ― 日本全国 | ■青色 ― 男性 ■赤色 ― 女性              |  |
| 久慈市（に相当する地域）の人口の推移 \| 1970年（昭和45年） \| 43,044人 \| \| \| 1975年（昭和50年） \| 43,195人 \| \| \| 1980年（昭和55年） \| 43,683人 \| \| \| 1985年（昭和60年） \| 43,402人 \| \| \| 1990年（平成2年） \| 42,758人 \| \| \| 1995年（平成7年） \| 41,225人 \| \| \| 2000年（平成12年） \| 40,178人 \| \| \| 2005年（平成17年） \| 39,141人 \| \| \| 2010年（平成22年） \| 36,872人 \| \| \| 2015年（平成27年） \| 35,642人 \| \| \| 2020年（令和2年） \| 33,043人 \| \| |                                        |  |
| 総務省統計局 国勢調査より |                                        |  |
| 1970年（昭和45年） | 43,044人                               |  |
| 1975年（昭和50年） | 43,195人                               |  |
| 1980年（昭和55年） | 43,683人                               |  |
| 1985年（昭和60年） | 43,402人                               |  |
| 1990年（平成2年） | 42,758人                               |  |
| 1995年（平成7年） | 41,225人                               |  |
| 2000年（平成12年） | 40,178人                               |  |
| 2005年（平成17年） | 39,141人                               |  |
| 2010年（平成22年） | 36,872人                               |  |
| 2015年（平成27年） | 35,642人                               |  |
| 2020年（令和2年） | 33,043人                               |  |

平成27年国勢調査より前回調査からの人口増減をみると、3.34％減の35,642人であり、増減率は県下33市町村中7位。

## 教育

### 高等学校
県立
- 岩手県立久慈高等学校
  - 岩手県立久慈高等学校長内校
- 岩手県立久慈東高等学校

私立
- 鹿島学園高等学校久慈キャンパス

※以下は廃校（新制 久慈市以降）
- 岩手県立久慈高等学校山形校（2008年・久慈高へ統合）

### 中学校
- 久慈市立久慈中学校
- 久慈市立長内中学校
- 久慈市立大川目中学校
- 久慈市立夏井中学校

- 久慈市立侍浜中学校
- 久慈市立宇部中学校
- 久慈市立三崎中学校
- 久慈市立山形中学校

※以下は廃校（新制 久慈市以降）
- 久慈市立霜畑中学校（2009年・山形中へ統合）
- 久慈市立麦生中学校（同年・侍浜中と夏井中へ分割統合）
- 久慈市立山根中学校（2014年・長内中へ統合）

### 小学校
- 久慈市立久慈小学校
- 久慈市立久慈湊小学校
- 久慈市立長内小学校
- 久慈市立小久慈小学校
- 久慈市立大川目小学校
- 久慈市立夏井小学校
- 久慈市立平山小学校

- 久慈市立侍浜小学校
- 久慈市立宇部小学校
- 久慈市立久喜小学校
- 久慈市立小袖小学校
- 久慈市立山形小学校
- 久慈市立来内小学校

※以下は廃校（新制 久慈市以降）
- 久慈市立麦生小学校（2009年・平山小へ統合）
- 久慈市立枝成沢小学校（2010年・久慈小へ統合）
- 久慈市立日野沢小学校（2011年・山形小へ統合）
- 久慈市立繫小学校（同上）
- 久慈市立戸呂町小学校（2012年・同上）

- 久慈市立荷軽部小学校（同上）
- 久慈市立侍浜小学校角柄分校（2013年・侍浜小へ統合）
- 久慈市立山根小学校（2014年・小久慈小へ統合）
- 久慈市立小国小学校（2018年・山形小へ統合）
- 久慈市立霜畑小学校（2021年・同上）

※以下は廃校（新制 久慈市以前）
- 久慈市立宇部小学校小倉分校（昭和４８年・宇部小本校へ統合）

### 特別支援学校
- 岩手県立久慈拓陽支援学校

大学入学共通テストの試験場は、出願時、当市に所在する高校に在学しているか、または、現住所が当市にある受験生の場合、青森県が試験地区となり、青森県にある試験場が指定される。

## 郵便
郵便局
- 久慈郵便局（集配局）
- 侍浜郵便局（集配局）
- 山根郵便局（集配局）
- 陸中山形郵便局（集配局）
- 宇部郵便局

- 関郵便局
- 久慈湊郵便局
- 大川目郵便局
- 小久慈郵便局
- 久慈長内郵便局

簡易郵便局
- 玉の脇簡易郵便局
- 荷軽部簡易郵便局
- 戸呂町簡易郵便局

- 久喜簡易郵便局
- 幸町簡易郵便局
- 夏井簡易郵便局（閉鎖中）

※以下は廃止
- 小袖簡易郵便局（2020年）

郵便番号
- 久慈支店：028-00xx、028-80xx（以上、旧032）
- 久慈支店侍浜集配センター：028-78xx（旧039-14）
- 久慈支店宇部集配センター：028-81xx（旧032-01）
- 久慈支店山根集配センター：028-85xx（旧032-05）
- 久慈支店陸中山形集配センター：028-86xx（旧032-07）、028-87xx（旧032-08）

## 交通

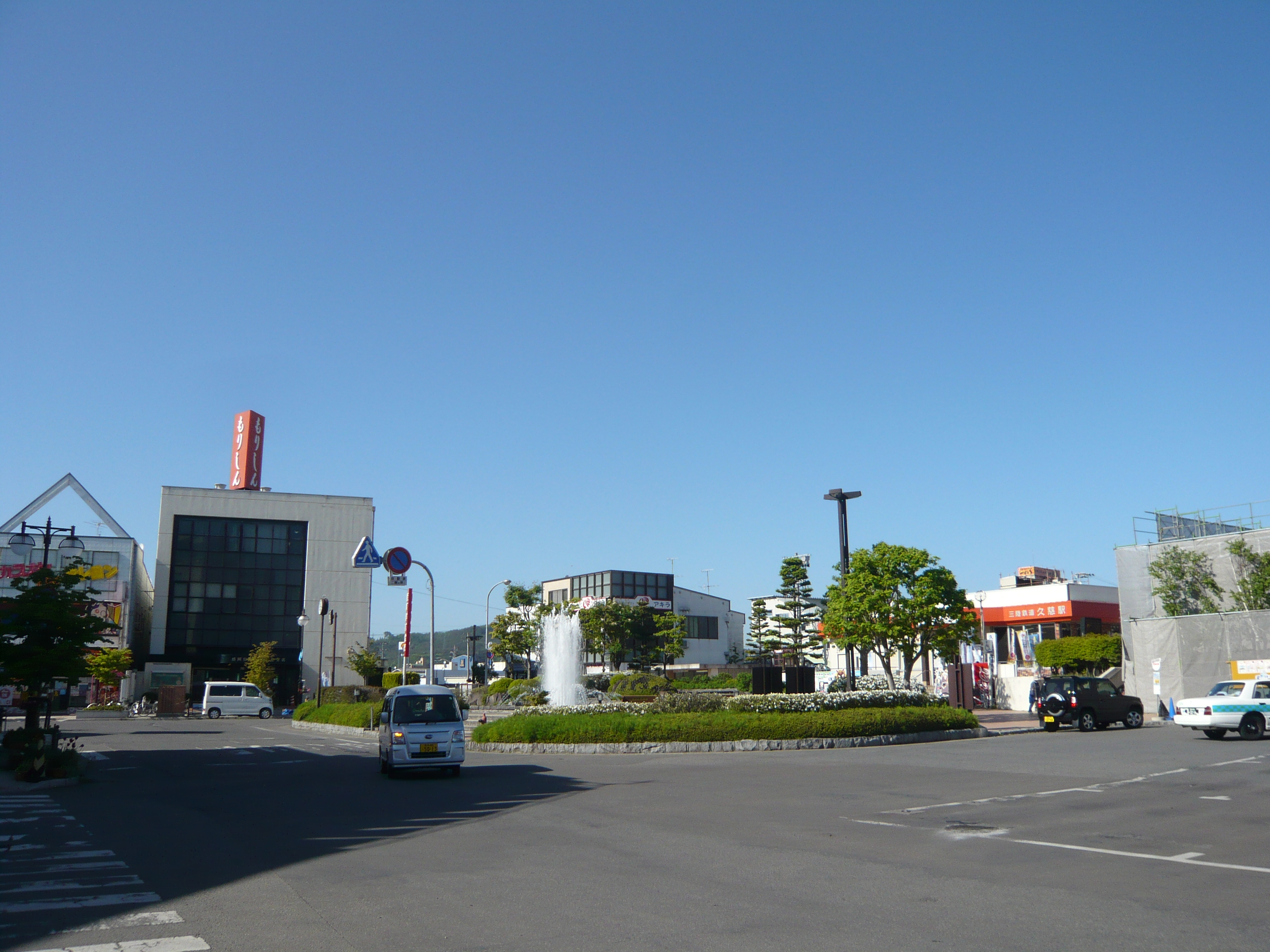
久慈駅前広場（2013年5月31日）

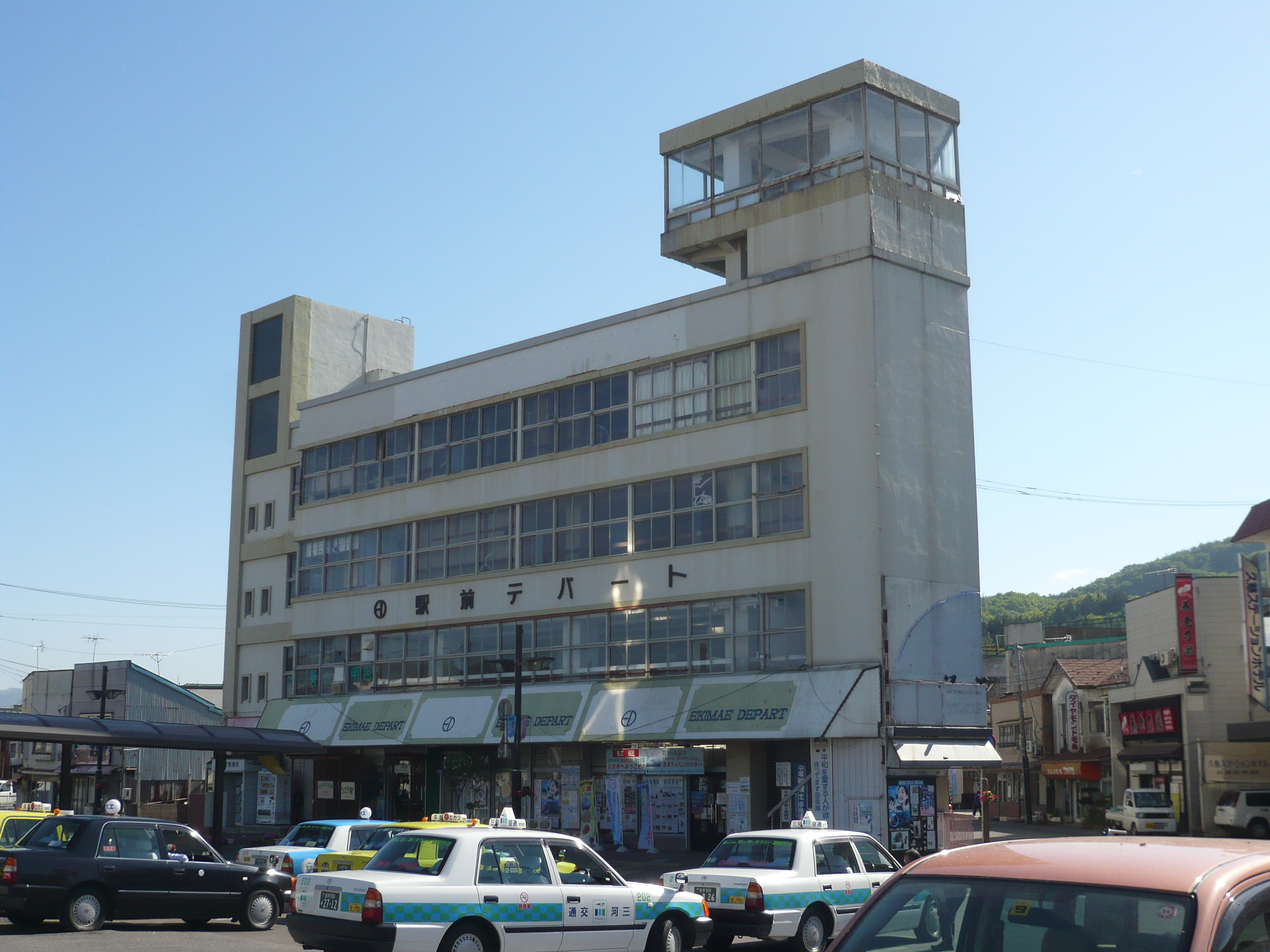
久慈駅前デパート（2013年5月31日）

### 鉄道路線
- 東日本旅客鉄道
  - 八戸線 ： 侍浜駅 - 陸中夏井駅 - 久慈駅
- 三陸鉄道
  - リアス線 ： 陸中宇部駅 - 久慈駅
- 中心となる駅：久慈駅

### バス

#### 高速バス
- 岩手県北バス
  - 久慈こはく号：久慈営業所 ⇔ 盛岡バスセンター
  - 岩手きずな号：久慈営業所 ⇔ 東京

#### 路線バス
- JRバス東北
  - スワロー号：久慈駅 ⇔ 二戸駅
  - 白樺号：久慈駅 ⇔ 陸中山形 ⇔ 葛巻 ⇔ 沼宮内 ⇔ 盛岡駅 ⇔ 盛岡バスセンター(一部便)
- 市民バス：のるねっとKUJI

### 道路

#### 高規格幹線道路（一般国道自動車専用道路）
- E45 八戸久慈自動車道
  - 一般国道45号洋野階上道路・一般国道45号久慈北道路・一般国道45号久慈道路 : （洋野町）- 侍浜IC - 侍浜南IC - 久慈北IC - 久慈IC
- E45 三陸北縦貫道路
  - 一般国道45号野田久慈道路：（野田村） - (63) 久慈宇部IC - (64) 久慈南IC - (65) 久慈IC

#### 一般国道
- 国道45号
  - 道の駅いわて北三陸
- 国道281号
  - 道の駅白樺の村やまがた
  - 道の駅くじ
- 国道395号

#### 県道

##### 主要地方道
- 岩手県道5号一戸山形線
- 岩手県道7号久慈岩泉線
- 岩手県道29号野田山形線
- 岩手県道42号戸呂町軽米線

##### 一般県道
- 岩手県道124号久慈停車場線
- 岩手県道125号陸中夏井停車場線
- 岩手県道149号侍浜停車場線
- 岩手県道153号侍浜停車場阿子木線
- 岩手県道268号野田長内線
- 岩手県道272号戸田荷軽部線
- 岩手県道279号侍浜夏井線
- 岩手県道292号大野山形線

### 港湾
- 久慈港（重要港湾）

#### 漁港
- 桑畑漁港
- 田子の木漁港
- 川津内漁港
- 横沼漁港
- 白前漁港
- 麦生漁港
- 久慈湊漁港
- 舟渡漁港
- 小袖漁港
- 久喜漁港

## 名所・旧跡・観光スポット
- 舟渡海水浴場

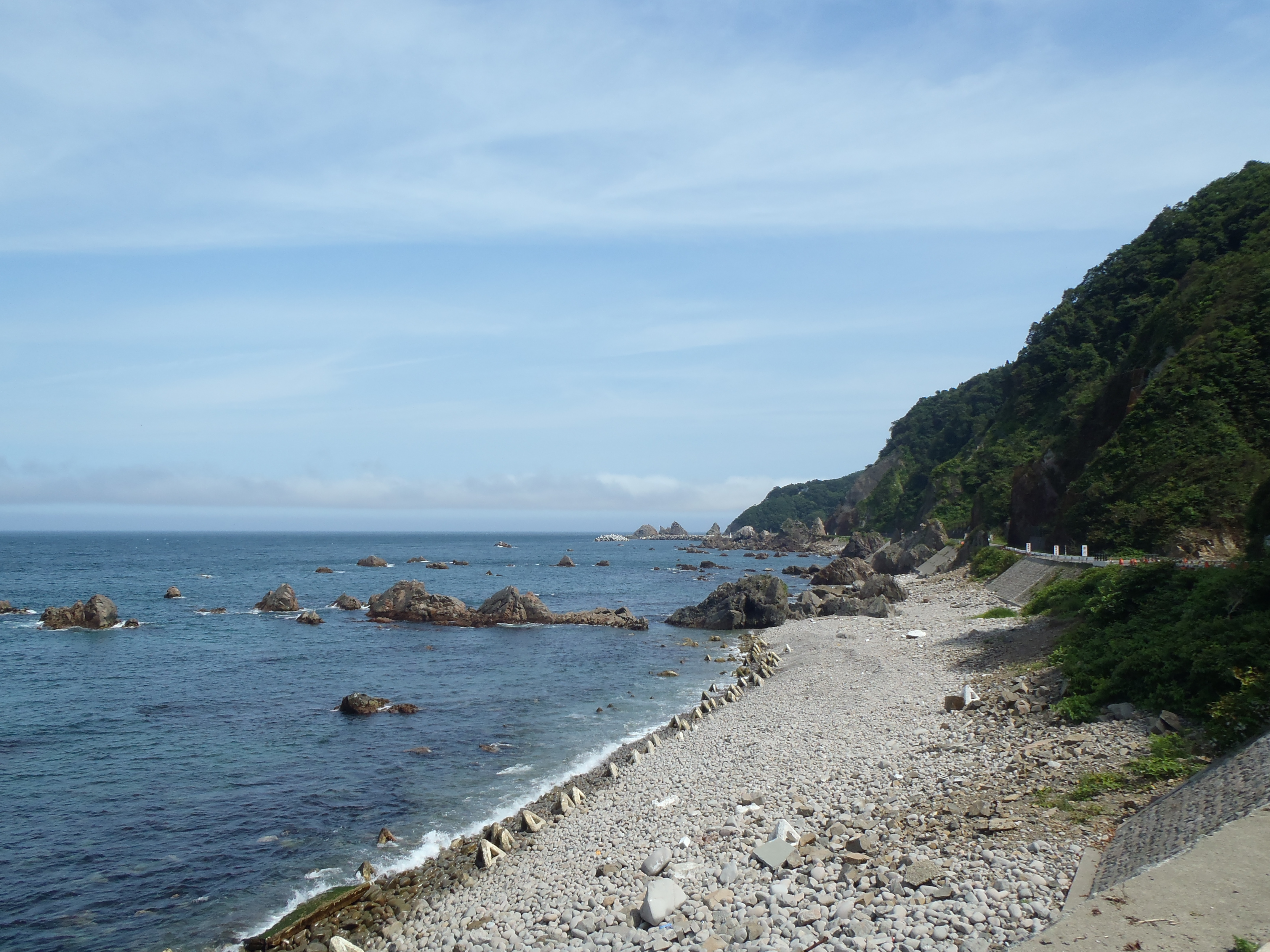
小袖海岸

- 小袖海岸 - 北限の海女の拠点、『あまちゃん』ロケ地（袖が浜の灯台）
- 久慈駅前デパート - 『あまちゃん』ロケ地（北三陸市観光協会）
- 三陸鉄道久慈駅 - 『あまちゃん』ロケ地（北三陸鉄道北三陸駅）
- 侍浜岩場海水プール - 『あまちゃん』ロケ地
- つりがね洞
- 長泉寺の大イチョウ
- 久慈渓流
- 不老の泉
- もぐらんぴあ
- 三船十段記念館
- 久慈琥珀博物館
- 小久慈焼
- たたら館
- 新山根温泉 べっぴんの湯
- 久慈城跡（市指定史跡）
- 北侍浜野営場
- アンバーホール
- 長内渓流
- 牛島
- 久慈平庭高原県立自然公園
- 内間木洞
- バッタリー村
- 山根六郷 - にほんの里100選
- 道の駅くじ やませ土風館
- 久慈市歴史民俗資料室

## 祭事・催事
600年以上の歴史をもつ久慈秋祭りが9月第3金曜日から日曜日の3日間盛大に行われ、大勢の観光客が訪れる。200年の歴史を持つ小久慈焼きの窯元では、毎年5月に開催される「小久慈焼陶芸まつり」が盛況。
- 平庭高原スキー場まつり（2月）
- 水車まつり（5月）
- 小久慈焼陶芸まつり
- 琥珀まつり・千樹祭（5月）
- 平庭高原つつじ祭り（6月）
- 内間木洞まつり（2月・7月）
- 久慈みなと・さかなまつり（7月）
- 久慈大神宮胎内くぐり（7月）
- ガタゴン祭（8月）
- 平庭闘牛大会しらかば場所（8月）
- やませあきんど祭り（8月）
- 久慈納涼花火大会・灯籠流し（8月）
- 北限の海女フェスティバル（8月）
- 久慈秋祭（9月）
- 久慈地方産業祭（10月）
- 平庭闘牛大会もみじ場所（10月）
- ぐれっと山形街道祭・平庭市大感謝祭（10月）
- 滝ダム湖遊覧船就航（4月 - ）
- まちの市日（毎月3と8のつく日）
- 山根六郷くるま市（4月 - 12月）
- 二子朝市（6月 - 12月）
- 平庭市（6月 - 10月）
- 北三陸くじ冬の市（11月 - 2月）

## 著名な出身者

### 武将
- 大浦光信（戦国時代の武将）
- 大浦為信（戦国時代の武将）

### 政治家
- 小田為綱（幕末・明治期の教育家・政治家 原敬の藩校時代の師で自由民権運動にも参画）
- 畑浩治（衆議院議員）

### 実業家
- 林下清志（痛快!ビッグダディ、旧山形村）

### スポーツ

#### 柔道
- 柏崎克彦（国際武道大学教授 柔道世界選手権 金メダリスト）
- 昆野睦武（明治時代柔道とボクシングの異種格闘技戦を行った柔道家）
- 晴山福一郎（教育者・柔道家）
- 三船久蔵（講道館柔道十段。柔道の神様と称された）

#### 相撲
- 栃乃花仁（力士）

#### 格闘技
- 扇久保博正（総合格闘家）
- 大向美智子（女子プロレスラー）
- バンビ_(プロレスラー)（女子プロレスラー）

#### 野球
- 樋沢良信（プロ野球選手）
- 岸里亮佑（プロ野球選手）

#### 騎手
- 大庭和弥（騎手）

### 詩人・歌人
- 小田観螢 (歌人)

### 演奏家
- 菊原光治（地歌箏曲演奏家 古生田流菊原家5代目）
- 馬場葉子（ジャズピアニスト）

### 宗教
- 水無昭善（僧侶）

### 俳優・歌手
- さかしたひかる（アーティスト・ドミコ）
- たれやなぎ（俳優・希望王国いわて文化大使）
- 中屋敷哲也（俳優・スーツアクター）
- ゆげみわこ（アーティスト）

### アナウンサー
- 加藤真輝子（テレビ朝日アナウンサー）[12]

### 放送関係
- 日沢信哉（放送作家）

### 海洋業
- 大向美咲（海女）

### 漫画家
- すみれいこ（漫画家）

### 名誉市民
- 三船久蔵（1954年、第1号）
- タマシン・アレン（1959年）

## 久慈市を舞台・モデルにした作品
- ラジオドラマ『北限の海女』 - 1959年（昭和34年）11月27日にNHKラジオ第1放送において放送されたラジオドラマ（原作：水木洋子、出演：荒木道子・原泉・賀原夏子）。北限の海女が全国的に注目されるきっかけをつくった。
- 『ロマンチック街道・恋に落ちて』 - 1988年 TBS において放送されたドラマ。久慈市を舞台に仕事一筋のサラリーマンが旅行中に巻き起こすラブコメディ。主演：草刈正雄、ディレクター・監督：森田光則。
- 鉄道むすめ - トミーテックから女性運転士にして久慈をモデルとしたキャラクター「久慈ありす」が登場している。
- 『伊藤の話』 - 2007年公開の映画。主演：温水洋一。原作は小泉八雲『伊藤則資の話』。八戸大学に赴任した教授の周囲で不思議な出来事が頻発し、その根源が久慈市の琥珀館にあるという設定。
- 『あまちゃん』 - 2013年度前期（4月 - 9月）放送のNHK連続テレビ小説。「北三陸市」として作中に登場。
- 『陸奥のみち、肥薩のみちほか』 - 司馬遼太郎の紀行文集『街道をゆく』第3巻。飛行機で東京から八戸に飛び、八戸に1泊後、久慈街道を経て久慈に至る。
- 『冬を待つ城』 - 安部龍太郎の小説。豊臣秀吉天下統一最後の戦い九戸政実の乱を、九戸政実の弟で久慈城主の久慈政則を主人公に描く。
- 『みちのくの道の先』 -目黒安子によるタマシン・アレンの伝記。久慈における教育と福祉に人生をささげた米国人教育者タマシン・アレンの生涯を描く。